# Scelio mauritanicus
Scelio mauritanicus är en stekelart som beskrevs av Jean Risbec 1950. Scelio mauritanicus ingår i släktet Scelio och familjen Scelionidae. Inga underarter finns listade i Catalogue of Life.